# Паштов, Руслан Владимирович
Русла́н Влади́мирович Па́штов (род. 28 ноября 1992, Нальчик) — российский футболист, полузащитник.

## Карьера
Воспитанником нальчикского футбола. Начинал карьеру в местной команде «Мегафон-Кавказ». В 2009 году футболист перешёл в школу московского «Динамо». За молодёжный состав этой команды играл на протяжении двух сезонов. В начале 2011 года Руслан подписал контракт с нижегородской «Волгой». Дебютировал в основном составе команды 21 сентября того же года в матче Кубка России со столичным «Спартаком», (1:1, 5:6 по пен.), проходящем в «Лужниках». Провел на поле все 120 минут встречи, а также забил один из послематчевых пенальти.
1 октября в игре с «Амкаром» (0:0) дебютировал в Премьер-Лиге. Игрок вышел на поле в стартовом составе и был заменен на 65 минуте встречи на Вагифа Джавадова.
В сезоне 2013/2014 года был отдан в аренду команде ФНЛ «Химик» Дзержинск, а в следующем сезоне подписал контракт с этим клубом.
Летом 2015 года имел предложения от клубов ФНЛ, но смог договориться с этими командами. В августе 2015 года перешёл в курский «Авангард».
Летом 2016 года подписал контракт с саратовским «Соколом».
В начале лета 2017 года имел предложения от нескольких клубов ФНЛ, но из-за травмы так и не подписал с ними контракт. В июле 2017 года перешёл в «Спартак-Нальчик». Зимой 2018 года находился на просмотре в московском «Динамо». В феврале 2018 года подписал контракт с «Динамо» СПб.
С июня 2021 года выступает за таганрогский футбольный клуб «Форте».